# White Roothing
White Roothing of White Roding is een civil parish in het bestuurlijke gebied Uttlesford, in het Engelse graafschap Essex. In 2001 telde het dorp 333 inwoners. Het dorp heeft een kerk.